# WWE Women’s Intercontinental Championship
WWE Women’s Intercontinental Championship – drugorzędny tytuł mistrzowski kobiet profesjonalnego wrestlingu stworzony i promowany przez federację WWE oraz broniony przez zawodniczki należące do brandu Raw. Jest to także trzeci drugorzędny tytuł mistrzowski kobiet w historii firmy po NXT Women’s North American Championship i WWE Women’s United States Championship. Inauguracyjną mistrzynią była Lyra Valkyria.

## Historia tytułu
Amerykańska federacja wrestlingu zawodowego WWE została założona w kwietniu 1963 roku, ale nigdy nie miała drugorzędnego mistrzostwa kobiet aż do kwietnia 2024 roku, kiedy wprowadzono mistrzostwo NXT Women’s North American Championship dla rozwojowego brandu NXT, a następnie WWE Women’s United States Championship dla głównego brandu SmackDown w listopadzie. Później tego samego miesiąca, przed odcinkiem Raw z 25 listopada, Generalny Menadżer Adam Pearce odsłonił WWE Women’s Intercontinental Championship dla głównej dywizji kobiet w brandzie Raw, przeciwstawiając się męskiemu WWE Intercontinental Championship. 
Inauguracyjna Women’s Intercontinental Championka zostanie wyłoniona w turnieju rozpoczynającym się w odcinku z 2 grudnia. Przed emisją tego odcinka, WWE Chief Content Officer Paul "Triple H" Levesque ujawnił drabinkę turniejową, w której znalazło się 12 kobiet z rosteru Raw w czterech walkach typu triple threat w pierwszej rundzie, a zwyciężczynie każdego z nich awansowali do półfinałów w walkach singlowych, a następnie te zwyciężczynie zmierzą się w finale turnieju na Raw 13 stycznia 2025 roku. Uczestniczkami turnieju zostały ogłoszone Dakota Kai, Shayna Baszler, Katana Chance, Zoey Stark, Raquel Rodriguez, Kayden Carter, Lyra Valkyria, Zelina Vega, Ivy Nile, Alba Fyre, Kairi Sane i Natalya.

### Turniej inauguracyjny
Turniej mający na celu wyłonienie inauguracyjnej Women’s Intercontinental Championki rozpoczął się 2 grudnia 2024 roku i jest rozgrywany podczas odcinków Raw. Finał odbędzie się na Raw 13 stycznia 2025 roku.
|  |                                                |                                                |                                                |  |  |                               |                               |                               |  |  |                            |                            |                            |
|  | Pierwsza runda Raw 2 grudnia – 23 grudnia 2024 | Pierwsza runda Raw 2 grudnia – 23 grudnia 2024 | Pierwsza runda Raw 2 grudnia – 23 grudnia 2024 |  |  | Półfinały Raw 30 grudnia 2024 | Półfinały Raw 30 grudnia 2024 | Półfinały Raw 30 grudnia 2024 |  |  | Finał Raw 13 stycznia 2025 | Finał Raw 13 stycznia 2025 | Finał Raw 13 stycznia 2025 |
|  | Pierwsza runda Raw 2 grudnia – 23 grudnia 2024 | Pierwsza runda Raw 2 grudnia – 23 grudnia 2024 | Pierwsza runda Raw 2 grudnia – 23 grudnia 2024 |  |  | Półfinały Raw 30 grudnia 2024 | Półfinały Raw 30 grudnia 2024 | Półfinały Raw 30 grudnia 2024 |  |  | Finał Raw 13 stycznia 2025 | Finał Raw 13 stycznia 2025 | Finał Raw 13 stycznia 2025 |
|  |                                                |                                                |                                                |  |  |                               |                               |                               |  |  |                            |                            |                            |
|  |                                                |                                                |                                                |  |  |                               |                               |                               |  |  |                            |                            |                            |
|  | Dakota Kai                                     | Dakota Kai                                     | Pin                                            |  |  |                               |                               |                               |  |  |                            |                            |                            |
|  | Dakota Kai                                     | Dakota Kai                                     | Pin                                            |  |  |                               |                               |                               |  |  |                            |                            |                            |
|  | Katana Chance                                  | Katana Chance                                  | 7:00                                           |  |  |                               |                               |                               |  |  |                            |                            |                            |
|  | Katana Chance                                  | Katana Chance                                  | 7:00                                           |  |  |                               |                               |                               |  |  |                            |                            |                            |
|  | Shayna Baszler                                 | Shayna Baszler                                 | —                                              |  |  | Dakota Kai                    | Dakota Kai                    | Pin                           |  |  |                            |                            |                            |
|  | Shayna Baszler                                 | Shayna Baszler                                 | —                                              |  |  | Dakota Kai                    | Dakota Kai                    | Pin                           |  |  |                            |                            |                            |
|  |                                                |                                                |                                                |  |  | Zoey Stark                    | Zoey Stark                    | 8:15                          |  |  |                            |                            |                            |
|  |                                                |                                                |                                                |  |  | Zoey Stark                    | Zoey Stark                    | 8:15                          |  |  |                            |                            |                            |
|  | Zoey Stark                                     | Zoey Stark                                     | Pin                                            |  |  |                               |                               |                               |  |  |                            |                            |                            |
|  | Zoey Stark                                     | Zoey Stark                                     | Pin                                            |  |  |                               |                               |                               |  |  |                            |                            |                            |
|  | Raquel Rodriguez                               | Raquel Rodriguez                               | —                                              |  |  |                               |                               |                               |  |  |                            |                            |                            |
|  | Raquel Rodriguez                               | Raquel Rodriguez                               | —                                              |  |  |                               |                               |                               |  |  |                            |                            |                            |
|  | Kayden Carter                                  | Kayden Carter                                  | 9:25                                           |  |  | Dakota Kai                    | Dakota Kai                    | 8:31                          |  |  |                            |                            |                            |
|  | Kayden Carter                                  | Kayden Carter                                  | 9:25                                           |  |  |                               | Dakota Kai                    | 8:31                          |  |  |                            |                            |                            |
|  |                                                |                                                |                                                |  |  | Lyra Valkyria                 | Lyra Valkyria                 | Pin                           |  |  |                            |                            |                            |
|  |                                                |                                                |                                                |  |  | Lyra Valkyria                 | Lyra Valkyria                 | Pin                           |  |  |                            |                            |                            |
|  | Lyra Valkyria                                  | Lyra Valkyria                                  | Pin                                            |  |  |                               |                               |                               |  |  |                            |                            |                            |
|  | Lyra Valkyria                                  | Lyra Valkyria                                  | Pin                                            |  |  |                               |                               |                               |  |  |                            |                            |                            |
|  | Zelina Vega                                    | Zelina Vega                                    | —                                              |  |  |                               |                               |                               |  |  |                            |                            |                            |
|  | Zelina Vega                                    | Zelina Vega                                    | —                                              |  |  |                               |                               |                               |  |  |                            |                            |                            |
|  | Ivy Nile                                       | Ivy Nile                                       | 7:50                                           |  |  | Lyra Valkyria                 | Lyra Valkyria                 | Pin                           |  |  |                            |                            |                            |
|  | Ivy Nile                                       | Ivy Nile                                       | 7:50                                           |  |  | Lyra Valkyria                 | Lyra Valkyria                 | Pin                           |  |  |                            |                            |                            |
|  |                                                |                                                |                                                |  |  | Iyo Sky                       | Iyo Sky                       | 11:45                         |  |  |                            |                            |                            |
|  |                                                |                                                |                                                |  |  | Iyo Sky                       | Iyo Sky                       | 11:45                         |  |  |                            |                            |                            |
|  | Alba Fyre                                      | Alba Fyre                                      | —                                              |  |  |                               |                               |                               |  |  |                            |                            |                            |
|  | Alba Fyre                                      | Alba Fyre                                      | —                                              |  |  |                               |                               |                               |  |  |                            |                            |                            |
|  | Iyo Sky                                        | Iyo Sky                                        | Pin                                            |  |  |                               |                               |                               |  |  |                            |                            |                            |
|  | Iyo Sky                                        | Iyo Sky                                        | Pin                                            |  |  |                               |                               |                               |  |  |                            |                            |                            |
|  | Natalya                                        | Natalya                                        | 8:05                                           |  |  |                               |                               |                               |  |  |                            |                            |                            |
|  | Natalya                                        | Natalya                                        | 8:05                                           |  |  |                               |                               |                               |  |  |                            |                            |                            |

Uwagi
1. ↑  Kairi Sane pierwotnie miała wziąć udział w turnieju, ale została zaatakowana za kulisami przez Pure Fusion Collective (Shayna Baszler, Sonya Deville i Zoey Stark) podczas odcinka Raw z 16 grudnia i została wycofana z turnieju. Zastąpiła ją koleżanka ze stajni Damage CTRL, Iyo Sky.

## Wygląd pasa mistrzowskiego
Pas mistrzowski jest prawie identyczny ze swoim męskim odpowiednikiem, aczkolwiek ma mniejszy biały pasek, a także zastępuje mały baner z napisem „Heavyweight” na „Women’s” na płycie głównej. Podobnie jak wszystkie inne pasy mistrzowskie WWE, dwie boczne płyty mają zdejmowaną część środkową, na której można umieścić logo mistrza; domyślne płyty boczne mają srebrne logo WWE nad kulą ziemską.

## Panowania
Na stan z 8 czerwca 2025, były 2 panowania wśród 2 różnych mistrzów. Lyra Valkyria była pierwszą mistrzynią.
Obecną mistrzynią jest Becky Lynch, która jest w swoim pierwszym panowaniu. Pokonała poprzednią mistrzynię Lyrę Valkyrię w Last Chance matchu na Money in the Bank, 7 czerwca 2025. Gdyby Lynch przegrała, nigdy nie byłaby w stanie ponownie walczyć o tytuł tak długo, jak Valkyria byłaby mistrzynią. Odkąd Valkyria przegrała, musiała podnieść rękę Lynch i uznać ją za lepszą kobietę.
| Nr        | Ogólny numer panowania                                                     |
| Panowanie | Liczba panowań konkretnego mistrza                                         |
| Dni       | Liczba dni panowania                                                       |
| Dni roz.  | Dni panowania, które są uznawane przez federację na jej oficjalnej stronie |
| †         | Oznacza, że panowanie nie jest uznawane przez federację                    |
| <1        | Oznacza, że panowanie trwało mniej niż jeden dzień                         |
| +         | Oznacza, że liczba dni w posiadaniu wzrasta z kolejnym dniem               |

| Nr       | Mistrzyni     | Zmiana mistrza        | Zmiana mistrza    | Zmiana mistrza | Statystyki panowania | Statystyki panowania | Statystyki panowania | Notka | Odn.   |
| Nr       | Mistrzyni     | Data                  | Gala              | Miejsce        | Panowanie            | Dni                  | Dni roz.             | Notka | Odn.   |
| -------- | ------------- | --------------------- | ----------------- | -------------- | -------------------- | -------------------- | -------------------- | --- | ------ |
| WWE: Raw |               |                       |                   |                |                      |                      |                      | |        |
| 1        | Lyra Valkyria | 13 stycznia 2025(dts) | Raw               | San Jose, CA   | 1                    | 145                  | 145                  | Pokonała Dakotę Kai w finale turnieju, aby zostać inauguracyjną mistrzynią. | [ 8 ]  |
| 2        | Becky Lynch   | 7 czerwca 2025(dts)   | Money in the Bank | Inglewood, CA  | 1                    | 1+                   | 1+                   | Był to Last Chance match, gdzie gdyby Lynch przegrała, nigdy nie byłaby w stanie ponownie walczyć o tytuł tak długo, jak Valkyria byłaby mistrzynią. Odkąd Valkyria przegrała, musiała podnieść rękę Lynch i uznać ją za lepszą kobietę. | [ 12 ] |